# Getreidereinigung
Die Getreidereinigung erfolgt in der Regel durch Getreidemühlen, Erfassungsstellen oder Lagerbetriebe. Sie muss unbedingt durchgeführt werden, bevor das Getreide eingelagert wird. Mähdruschgetreide, das direkt vom Feld kommt, enthält unerwünschte Bestandteile, die nicht eingelagert und verarbeitet werden sollten. Die Verunreinigungen (siehe Besatz) sind unter Umständen gesundheitsgefährdend (giftige Unkrautsamen, Mutterkorn), können Maschinen und Anlagen beschädigen (Steine, Metall), benötigen unnötig Lagerraum und sind zum Teil ekelerregend. Je nach Hauptgetreideart sind auch Beimischungen von anderen Getreidearten (z. B. Roggenkörner in einer Weizenanlieferung) unerwünscht, da sie die Verarbeitungsqualität negativ beeinflussen können. Mehr als 0,5 % Schwarzbesatz (Fremdbestandteile) und 4 % Kornbesatz (Bruch- oder Schmachtkorn) sollte eine problemlose Getreidepartie nicht enthalten. Die nötigen Reinigungsschritte können durch eine Besatzanalyse festgestellt werden. Handelsgetreide ist in der Regel schon durch Erfassungsstellen oder Lagerhäuser gereinigt worden.

## Durchführung

### Schwarzreinigung
Zunächst werden mit Hilfe eines Magneten Eisenteile entfernt, danach mit einem Separator grobe Verunreinigungen wie Holzstücke, große Steine u. a. sowie ganz feine Verunreinigungen wie Sand entfernt. Danach werden mithilfe eines Aspirateurs Spelzen entfernt. In einem weiteren Schritt werden mit einem Steinausleser Steine und schließlich noch mit einem Trieur Fremdgetreide, Unkrautsamen und Bruchkorn entfernt. Zusätzlich oder alternativ zum Trieur werden Tischausleser (Pralltische) verwendet, die leichteres Gut wie Mutterkorn oder Fremdgetreide wie Gerste bzw. Hafer aus Weizen bzw. Roggen auslesen sowie Farbsortierer, die andersfarbiges Gut wie Mutterkorn, Unkrautsamen und z. T. auch Steine entfernen.

### Weißreinigung (Kopperei)
Dieser Reinigungsschritt ist besonders wichtig für Vollkornerzeugnisse (Vollkornmehle und -schrote) sowie Speisegetreide. Ziel der Weißreinigung ist eine intensive Oberflächenreinigung der Körner, um Staub, Umweltkontaminante und Mikroorganismen zu entfernen. Dies geschieht üblicherweise durch Scheuer-, Bürst- oder Schälmaschinen. Eine zu intensive Oberflächenbehandlung der Körner, die zu einer Ablösung von Schalenschichten führt, ist bei Herstellung mineralstoffreicher Mehle aus Weizen nicht erwünscht.
Bei der Weißreinigung werden das Bärtchen sowie Teile der äußeren Schale (Cellulose) vom Korn getrennt. Dies erfolgt mit der Scheuer-, Schäl- oder Bürstmaschine und beruht auf dem Prinzip der Oberflächenreibung. Anschließend wird der dadurch entstandene Staub durch Aspiration mittels Luft entfernt. Bei der folgenden Konditionierung werden die gesäuberten Körner mit Wasser genetzt, worauf man die Körner eine Weile gleichmäßig anfeuchten lässt, wodurch beim Mahlvorgang mehr helleres Mehl produziert werden kann.